# ウェスリー・ホーフェルド
ウェスリー・ニューコーム・ホーフェルド（Wesley Newcomb Hohfeld、1879年8月8日 - 1918年10月21日）は、アメリカの法学者。専門は法哲学。

## 人物
1879年、カルフォルニア州生まれ。1901年にカルフォルニア大学バークレー校を卒業後、ハーバード・ロー・レビューの編集者を務めつつハーバード・ロー・スクールに通う。1904年に同校を卒業し、1905年から1913年までスタンフォード大学ロー・スクール、1913年から1918年までイェール大学ロー・スクールで教えた。

## 思想
法律関係を機械論的に把握する「ホーフェルド図式」を提唱し、その後のアメリカの法哲学、道徳哲学、政治哲学などに大きな影響を与えた。

### ホーフェルド図式
ホーフェルドは、法的権利義務関係を「権利(claim)」、「特権(privilege)」、「権能(power)」、「免除権(immunity)」の四つの概念、およびそれぞれと対立関係ないし相関関係にある「無権利(no-right)」、「義務(duty)」、「無能力(disability)」、「責任(liability)」の四つの概念と組み合わせて、次のような図式を示した。
- 対立関係(法的対立項)-第1図式

| 権利   | 特権 | 権能   | 免除権 |
| 無権利 | 義務 | 無能力 | 責任   |

- 相関関係(法的相関項)-第2図式

| 権利 | 特権   | 権能 | 免除権 |
| 義務 | 無権利 | 責任 | 無能力 |

権利・義務・特権・無権利
第2図式第1列は、権利と義務の関係を表す。例えばXY間で売買契約が締結された時に、XはYから商品の引渡しを受ける権利を有し、YはXに商品を引き渡す義務を負う、というものである。すなわち、「XはYに対し、YがVすることへの権利を有する」と、「YはXに対しVする義務を負う」は、同一の法律関係を権利者の側から述べるか、義務者の側から述べるかの違いがあるのみである点で、互いに相関項(correlative)と把握される。権利の保持者がXの時、義務の保持者はYになる、というように、相関項のそれぞれの保持者は異なる人物となる。
一方、第2図式第2列は、特権と無権利の関係を指す。例えばXY間で売買契約が締結されていない時に、YはXに対して商品を引き渡さない特権を有し、XはYから商品の引渡しを受ける権利を有さない、というものである。ここでも、「YはXに対しVしない特権を有する」と、「XはYに対し、YがVすることへの権利を有さない(=無権利)」は、同一の法律関係を指す相関項である。
ここで第1図式第1列を見ると、権利と無権利は対立項(opposite)と把握される。これは「XはYに対し、YがVすることへの権利を有する」の否定が「XはYに対し、YがVすることへの権利を有さない」になっている、という意味である。第2図式と異なり、第1図式の対立項の保持者は同一人物である。
また第1図式第2列においては、特権と義務が対立項と把握される。これは「YはXに対しVしない特権を有する」の否定が「YはXに対しVする義務を負う」であり、「YはXに対しVする特権を有する」の否定が「YはXに対しVしない義務を負う」である、という意味である。特権とは「義務を負っていないこと」であり、いわば「無義務」と呼びうるものである。
権能・責任・免除権・無能力
第2図式第3列は、権能と責任の関係を指す。例えば物の所有者XがYにそれを譲渡する時に、XはYを所有者とする権能を有し、Yは物の所有者になる責任を負う、というものである。ここでも、「XはYに対し、Yの法律関係を変化させる権能を有する」と、「YはXに対し、Xによって法律関係を変化させられる責任を負う」は、同一の法状態を指す相関項である。
第2図式第4列は、免除権と無能力の関係を指す。例えば物の所有者Yと、所有者でないXがいる時に、YはXによって物の所有権を奪われない免除権を有し、XはYに対して物の所有権を奪う権能を有さない。ここでも、「YはXに対し、法律関係を変化させらない免除権を有する」と、「XはYに対し、Yの法律関係を変化させる権能を有さない(=無能力)」は、同一の法状態を指す相関項である。
ここで第1図式第3列を見ると、権能と無能力は対立項と把握される。これは「XはYに対し、Yの法律関係を変化させる権能を有する」の否定が「XはYに対し、Yの法律関係を変化させる権能を有さない」になっている、という意味である。
また第1図式第4列においては、免除権と責任が対立項と把握される。これは「YはXに対し、法律関係を変化させられない免除権を有する」の否定が「YはXに対し、Xによって法律関係を変化させられる責任を負う」である、という意味である。

### 評価と批判
一部の道徳哲学者は、ホーフェルドが権利義務関係その他の法的関係を文字通り「関係的」に捉える点に着目し、世の中には対応する権利が存在しない義務や、対応する義務が存在しない権利が存在する以上、ホーフェルド図式では不完全である、との批判を展開する。この批判は、ホーフェルド図式があくまで私法を念頭に置いたものであると指摘する点では正しい。しかし、近代法学はあくまで私法学をモデルに発展してきたことや、同図式が主にロースクールの学生向けに書かれたことを考慮すれば、ホーフェルド図式の効用は、法学教育の初頭において、「誰から誰へ」という方向性を持った権利義務関係の理解を促す点にあると言える。
また、ホーフェルドが挙げる八つの概念のいずれにも言葉による定義がなく、実例を挙げるにとどまっている点を批判する道徳哲学者もいるが、これも初学者にそれらの概念を理解させるための工夫である。初学者はいきなり言葉による定義を示されても理解できないことが通常であり、具体例を挙げて説明しながら把握させる方がよいからである。
以上のようなホーフェルド図式は、実定法上の権利概念の分析のみならず、法哲学者や道徳哲学者による権利概念の分析にとっても有用であり、法的関係を論理的に整理したものと評価されている。。